# Občina Ivančna Gorica
Občina Ivančna Gorica je ena od občin v Republiki Sloveniji. Njeno središče je Ivančna Gorica, drugo mesto občine pa je Višnja Gora. Najvišji vrh občine predstavlja hrib Obolno. 

## Naselja v občini
Ambrus, Artiža vas, Bakrc, Boga vas, Bojanji Vrh, Bratnice, Breg pri Dobu, Breg pri Temenici, Breg pri Zagradcu, Brezovi Dol, Bukovica, Debeče, Dedni Dol, Dečja vas pri Zagradcu, Dob pri Šentvidu, Dobrava pri Stični, Dolenja vas pri Temenici, Čagošče, Češnjice pri Zagradcu, Fužina, Gabrje pri Stični, Gabrovčec, Gabrovka pri Zagradcu, Glogovica, Gorenja vas, Gorenje Brezovo, Gradiček, Grintovec, Griže, Grm, Hrastov Dol, Ivančna Gorica, Kal, Kamni Vrh pri Ambrusu, Kamno Brdo, Kitni Vrh, Kriška vas, Krka, Krška vas, Kuželjevec, Laze nad Krko, Leskovec, Leščevje, Lučarjev Kal, Mala Dobrava, Mala Goričica, Male Dole pri Temenici, Male Češnjice, Male Kompolje, Male Lese, Male Pece, Male Rebrce, Male Vrhe, Mali Kal, Mali Korinj, Malo Črnelo, Malo Globoko, Malo Hudo, Marinča vas, Mekinje nad Stično, Metnaj, Mevce, Mleščevo, Mrzlo Polje, Muljava, Nova vas, Obolno, Oslica, Osredek nad Stično, Petrušnja vas, Peščenik, Planina, Podboršt, Podbukovje, Podsmreka pri Višnji Gori, Pokojnica, Poljane pri Stični, Polje pri Višnji Gori, Potok pri Muljavi, Praproče pri Temenici, Primča vas, Pristava nad Stično, Pristava pri Višnji Gori, Pristavlja vas, Pungert, Pusti Javor, Radanja vas, Radohova vas, Ravni Dol, Rdeči Kal, Sad, Sela pri Dobu, Sela pri Sobračah, Sela pri Višnji Gori, Selo pri Radohovi Vasi, Sobrače, Spodnja Draga, Spodnje Brezovo, Stari trg, Stična, Stranska vas ob Višnjici, Sušica, Šentjurje, Šentpavel na Dolenjskem, Šentvid pri Stični, Škoflje, Škrjanče, Temenica, Tolčane, Trebež, Trebnja Gorica, Trnovica, Valična vas, Velika Dobrava, Velike Dole pri Temenici, Velike Češnjice, Velike Kompolje, Velike Lese, Velike Pece, Velike Rebrce, Velike Vrhe, Veliki Kal, Veliki Korinj, Veliko Črnelo, Veliko Globoko, Videm pri Temenici, Vir pri Stični, Višnja Gora, Višnje, Vrh pri Sobračah, Vrh pri Višnji Gori, Vrhpolje pri Šentvidu, Zaboršt pri Šentvidu, Zagradec, Zavrtače, Zgornja Draga, Znojile pri Krki

## Osnovni podatki o občini
Konec leta 1994 je bil sprejet Zakon o ustanovitvi občin ter določitvi njihovih območij in obstoja, ki je razdelil občino Grosuplje na tri občine – Ivančno Gorico, Dobrepolje in Grosuplje. Tako je 1. januarja 1995 nastala občina Ivančna Gorica, ki znotraj istih meja obstaja še danes.
Središče občine je naselje Ivančna Gorica, ki leži nekje na pol poti med Novim mestom in Ljubljano, torej je umeščena na območje Dolenjske med občine Trebnje, Žužemberk, Dobrepolje, Grosuplje, Šmartno pri Litiji. Občina Ivančna Gorica je postala ena od 147. občin, v kateri je na dan popisa 30. junija 1994 živelo 12.449 prebivalcev od skupno 1.988.850 prebivalcev celotnega območja Slovenije. Podatki kažejo, da je bila novonastala občina podpovprečno poseljena. Tudi njena površina je majhna, le 227 km2, kar pomeni 1,12% celotne površine Slovenije, vendar je bila kljub temu največja med novimi občinami, saj jo je sestavljalo 12 krajevnih skupnosti in kar 137 naselij.
Občina je torej sestavljena iz naslednjih krajevnih skupnosti: Ambrus, Dob pri Šentvidu, Ivančna Gorica, Krka, Muljava, Metnaj, Stična, Sobrače, Šentvid pri Stični, Temenica, Višnja Gora in Zagradec. K njej so pripadala tudi naselja, ki so bila prej del občine Litija – Pusti Javor, Radanja vas, Sela pri Sobračah, Sobrače in Vrh pri Sobračah, ki postanejo del krajevne skupnosti Temenica.
Občinska uprava občine Ivančna Gorica je sestavljena iz župana ter podžupana, iz občinskega sveta, nadzornega odbora ter iz občinske uprave. Občinska uprava je razdeljena na oddelek za javne finance in proračun, na oddelek za urejanje prostora in varovanje okolja, oddelek za upravno pravne zadeve, družbene in gospodarske zadeve ter na oddelek za investicije in upravljanje infrastrukture. V občinsko upravo sodi tudi pisarna župana. 
Od leta 2011 je pričel delovati še Medobčinski inšpektorat in redarstvo občin Dol pri Ljubljani, Ivančna Gorica, Litija in Šmartno pri Litiji. Skupni organ ima sedež v Litiji. Inšpektorat opravlja upravne naloge inšpekcijskega nadzorstva nad izvajanjem občinskih predpisov in drugih aktov občin. Od leta 2012 deluje tudi medobčinki redar, ki ima sedež na Občini Ivančna Gorica.
V letu 2016 je pričel delovati tudi Medobčinski razvojni center občin Grosuplje, Ivančna Gorica in Trebnje, ki ima sedež v Grosuplju. Organ opravlja naloge kot so: spremljanje razpisov iz področja gospodarskih in negospodarskih javnih služb, pripravlja projekte za kandidiranje na razpisih za evropska sredstva itd.

## Demografski podatki za leto 2014
Občina je imela v letu 2014 16.050 prebivalcev (od tega 8.150 moških in 7.900 žensk). V letu 2016 je bilo skupno število prebivalcev 16.182 (od tega 8.222 moških in 7.960 žensk). Po prebivalcih se je med slovenskimi občinami uvrstila na 30. mesto. Povprečna starost občanov je bila 39,5 leta in je tako nižja od povprečne starosti prebivalcev celotne Slovneije, ki znaša 42,4 leta.
Gostota naseljenosti je manjša kot v celotni državi, in sicer 102 prebivalca na km2, saj je na kvadratnem kilometru površine občine živelo povprečno 71 prebivalcev. Naravni prirast je bil v letu 2014 pozitiven, saj je znašal 6,6. V celotni Sloveniji je naravni prirast znašal 1,1. Tudi selitveni prirast je pozitiven, znašal je 4,6. Povprečna starost občanov je bila 39,5 leta in je tako nižja od povprečne starosti prebivalcev celotne Slovneije, ki znaša 42,4 leta.
Med prebivalci prevladuje število najmlajših (značilno za redke občine), saj je na 100 oseb, starih od 0 do 14 let, prebivalo 82 oseb starih 65 let ali več. vrednost ideksa staranja je nižja od ideksa za celotno Slovenijo, ki znaša 121.
V celotni občini je v letu 2014 delovalo 8 vrtcev, v katerih je bilo 706 otrok. V vrtce je vključeno 72% otrok, kar pa je manj kot v preostalih vrtcih po Sloveniji. Na osnovnih šolah se je v šolskem letu 2014/2015 izobraževalo 1.470 učencev, srednje šole pa je obiskovalo okrog 710 dijakov.

## Simboli občine
Na grbu občine Ivančna Gorica je glavni in edini atribut rimski miljnik, ki ga je leta 1583 postavil stiški opat Lavrencij. Grb ima obliko ščita z zlatorumeno obrobo. Zastava občine je belo-zelena, zornja polovica je bele, spodnja pa zelene barve. Občina praznuje tudi svoj občinski praznik, in sicer 29. maja. Gre za dan, ko je Josip Jurčič postal urednik dnevnika za gospodarstvo in politiko časopisa Slovenski narod.

## Kratka zgodovina
Na območju današnje občine Ivančna Gorica je bogata arheološka in kulturnozgodovinska dediščina. Dokazi o naselitvi so se pričeli vsaj 4.000 pr. n. št na Korinjskem hribu. Še bolj so ohranjene ostaline naselbine in nekropole venetsko-keltske civilizacije nad Virom, med Stično in Šentvidom iz časa okoli 2.800 pr. n. št. Našli so znameniti grob »kneginje« z zlatim diademom in grob s konjsko opremo ter orožje, orodja. Najdbe hranijo v Slovenskem narodnem muzeju. 
Po zakonu iz leta 1849 so imele občine na območju Kranjske lastno oziroma naravno ter prenešeno področje dela. Današnje območje občine Ivančne Gorice je spadalo v Kranjsko, ki je bila od leta 1814 do 1848 v novomeškem okrožju, vendar razdeljena na več okrajev: Žužemberk, Trebnje, Stična in Višnja Gora.
V letu 1854 sta na območju današnje občine Ivančna Gorica delovala okraj Višnja Gora ter Žužemberk. (podčrtane občine so danes del občine Iv. Gorica).
V letu 1863 je prišlo do preureditve občin. Današnje ozemlje občine Ivančna Gorica je prišlo pod okrilje upravnega okraja Litija ter Novo mesto.
Tudi v letu 1884 je bilo ozemlje današnje občine razdeljeno na Okrajno glavarstvo Litija in Novo mesto. Večji del občin je bilo pod sodnim okrajem Stična oziroma Zatičina ter pod sodnim okrajem Žužemberk. V sodnem okraju Zatičina je bilo 12.518 prebivalcev, medtem ko jih je bilo v celotnem okrajnem glavarstvu Litija 22.428. Do druge svetovne vojne se okraji niso spreminjali. V letu 1933 so torej pod okraj Litijo spadala Krka, Stična, Šentvid pri Stični ter Višnja Gora, pod okraj Novo mesto pa Ambrus in Zagradec. V tem času je središče današnje občine Ivančna Gorica spadala pod Stično.
Med drugo svetovno vojno je bila Občina Ivančna Gorica del občine Grosuplje in je sodila v t. i. ljubljansko pokrajino, ki je bila okupirana s strani italijanskih vojaških enot. Na pobudo Komunistične partije Slovenije se je tu hitro širila organizacija Osvobodilne fronte. V poletnih mesecih leta 1941 se je že skoraj po celotni pokrajini širil klic k oboroženi vstaji proti okupatorjem. Ivančna Gorica je bila v času NOB-a del okrožnega odbora OF Grosuplje. 14. septembra 1941 je bil na Kravjeku nad Muljavo ustanovni sestanek okrožnega odbora OF Stična. Le-to je vključevalo 6 rajonskih odborov: Stična, Šentvid, Zagradec, Krka, Višnja Gora in Temenica.
Stiško okrožje so že novembra 1943 ponovno združili z grosupeljskim, sedež pa je bil na Muljavi. Septembra 1944 pa se je združil z novomeškim okrožjem.
V letu 1854 je bilo tako na območju današnje občine Ivančna Gorica kar 19 občinskih središč, ki so upadala do leta 1933. V letu 1946 je znova prišlo do porasta, dokler ozemlje današnje občine Ivančna Gorica ni bilo razdeljeno med občino Grosuplje in Ivančno Gorico. Do leta 1952 je bilo kar 7 občinskih središč na območju današnje občine Ivančna Gorica – Zagradec, Višnja Gora, Šentvid, Stična, Krka, Ambrus in Grosuplje.
Leta 1955 pride do novih oblikovanj občin, v kateri je bila tudi Ivančna Gorica z Zagradcem, spadala pa je pod okraj Ljubljana. Na območju današnje občine Ivančna Gorica se je dogodila sprememba, saj sta tako Ambrus in Zagradec prešla pod okraj Ljubljana in pod novonastalo občino Ivančno Gorico, ki je bila ozemeljsko primerljiva z današnjo občino. 31. decembra 1960 se je priključila občini Grosuplje (razen Sobrače, ki so spadale pod občino Litija). Od takrat se meje občine Grosuplje vse do leta 1995 niso nič spreminjale.